# Tricia Woods
Tricia Woods (* 2. Juni 1966; † 11. Januar 2011 in Maplewood, New Jersey) war eine amerikanische Jazz- und Bluesmusikerin (Piano, auch Gesang, Komposition), die vor allem als Verfasserin von Lehrbüchern hervorgetreten ist.

## Leben und Wirken
Woods, die in Tupper Lake aufwuchs, erhielt früh klassischen Klavierunterricht. Erste Auftritte hatte sie als Heranwachsende. Auch spielte sie Kirchenorgel in den Adirondacks. Sie erwarb zunächst einen Abschluss in Biologie an der Brown University, bevor sie ihr Musikstudium an der University of Washington und dem Cornish College of the Arts in Seattle fortsetzte. Bereits während ihres Studiums leitete sie mehrere Musikgruppen, war auf dem Bumbershoot Festival in Seattle zu hören und nahm am Banff International Jazz Workshop teil.
Woods zog dann nach New York City. Dort leitete sie seit 1996 ihr Septett Les Fauves, zu dem zunächst Chris Komer, Curtis Hasselbring, Marcus Rojas, Arnold Hammerschlag, Chris Dahlgren und Aaron Alexander gehörten. Mit einer späteren Besetzung, zu der neben Hammerschlag Chris Komer, Ryan Keberle, Gregory Jones und Andrew Drury gehörten, trat sie in der Knitting Factory auf. Weiterhin spielte sie Klavier und Keyboard und sang in einer Reihe von Stilen wie Blues, Jazz und Soul. Zuletzt lebte sie in Maplewood. Zeitweise gehörte sie zum New-Trad Octet.
Ferner unterrichtete Woods Tasteninstrumente beim National Keyboard Workshop in New Milford. Als Autorin legte sie neun Lehrbücher für Blues- und Jazzpiano vor, darunter Easy Soloing for Blues Keyboard: Fun Lessons for Beginning Improvisers und The Versatile Guitarist: A Complete Course in a Variety of Musical Styles. Sie starb an den Folgen einer Krebserkrankung.